# Animation Throwdown: The Quest For Cards
Throwdown Animation: The Quest For Cards, який також називають просто Throwdown Animation, - це безплатна онлайн-колекційна карткова гра, що поєднує в собі персонажів американських анімаційних телевізійних шоу Family Guy, Futurama, American Dad!, Гамбургери Боба та Король Гірки. Гра доступна для Android, iOS, Steam, Kartridge  та в Інтернеті через Kongregate; усі платформи мають один і той самий екземпляр, і гравці можуть використовувати більше ніж одну платформу для гри на одному акаунті.
Покроковий ігровий процес складається з ігрових карт, витягнутих з віртуальної колоди в руку гравця на стіл для боротьби проти гральних карт ШІ з власної колоди; залежно від режиму гри колода ШІ може бути створена системою або може належати іншому гравцеві. Карти атакують карту прямо навпроти них і, якщо карти немає, атакують вежу "героя" противника; битва виграна, коли герой суперника переможений. Основна тактика гри в карти полягає в тому, щоб поєднувати карти і отримувати сильні комбінації. Картки - це в першу чергу зображення, зроблені з одного мульсеріалу, хоча деякі карти нижчого рівня є загальними, наприклад, "Алкоголь", "Бейсбол" і "Музика". Карти розігруються на тлі будівлі чи місця з одного із шоу.
Нові гравці починають гру з початкового героя низького рівня, вибираючи одного з Боба Белчера, Роджера, Брайана Гріффіна, Туранги Ліли та Боббі Хілла, і їм надається колекція стартових карток. Гра в основному зосереджена на заробітку ресурсів для вдосконалення карт і отримання кращих карт, а також для вирівнювання героїв та отримання доступу до більш потужних героїв; Монетизація в основному обертається навколо прискорення доступу до цих удосконалень та надання доступу до карток і героїв преміумвмісту. Як і MMORPG, немає умови "виграшу"; гравці, які завершили весь епізодичний вміст, як правило, продовжують вдосконалювати свої колоди, щоб залишатися конкурентоспроможними між собою.  Гру оцінили для підлітків у Google Play та аналогічно на інших платформах; гра містить певний зрілий вміст, такий як пияцтво, рідкісне вживання наркотиків, насильство з мультфільмів та сексуальні натяки.

## Ігровий процес
Гра розподіляється між діяльністю з технічного обслуговування (отримання карт, оновлення їх та складання колод карт з колекції гравця) та проведення боїв проти ігрового ШІ; немає прямої взаємодії гравця з суперниками або прямої допомоги товаришів по команді.

Комбо в грі

### Формат бою
Кожен гравець по черзі виставляє свої карти. Можна комбінувати карти, і таким чином робити їх сильнішими. Кожна карта має свої унікальні властивості: комбо, лікування, захист, додаткова атака, збільшення атаки кожного ходу і так далі. 

### Індивідуальна гра
Новим гравцям дається серія квестів, які проводять їх через вивчення ігрової механіки; по мірі просування гравців щоденні залучення гравців зумовлюють ротаційні квести, винагороди за лояльність та виклики. У типовому виклику гравці борються з поступово супротивниками вищого рівня протягом декількох днів і отримують кінцеву виплату на основі свого прогресу.

### Командна гра
Гравці можуть приєднуватися до команд ("гільдій") до 50 гравців, щоб покращити виграш своєї здобичі та брати участь у змаганнях проти інших команд. Кожна гільдія має приватний чат та форум. Командні режими гри включають гравців, які протягом певного часу ведуть ряд битв проти ШІ, який використовує колоду від члена протиборчої команди. Значні винагороди для членів високо оцінених гільдій обумовлюють значну частину доходу від гри та залучення.

## Оцінки
Гра була сприйнята дуже добре, коли вона була вперше опублікована, вибрана як вибір редактора в Google Play  і досягла першого місця в категоріях RPG та Adventure (і загалом у грі номер 3) в App Store, отримала відносно невеликий розголос з 2016 року. В огляді найкращих CCG у Steam за 2020 рік зазначено, що в цій категорії переважають дві найкращі ігри, і як недоліки згадали Ґрінд та важку монетизацію Animation Throwdown.
Крім іншого до недоліків гри можна занести
- Нагороди від подій, які в першу чергу отримують "кити"
- Невипущений вміст доступний виключно для найбільш витрачених гравців [10][11]